# Кільце Вулзлі

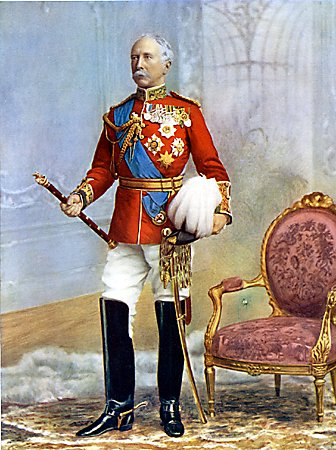

 «Кільце Вулзлі» — це група офіцерів Британської армії 19-го століття, відданих Гарнету Вулзлі, яких він вважав розумними, хоробрими, досвідченими та працьовитими.
Після Кримської війни Вулзлі почав вести записи про найкращих офіцерів, яких він зустрічав, і почав збирати мережу здібних військових, відданих йому. Існували й інші кола навколо інших військових лідерів, згодом вони зменшилися, оскільки були запроваджені більш формальні процедури відбору та просування по службі.
Саме «кільце» було засноване на призначеннях Вулзлі для Ашантійської кампанії 1873-74 років, в якій він очолив британські війська для встановлення контролю над Золотим Берегом. Він обрав офіцерів, з якими познайомився під час своєї експедиції на річку Ред-Рівер в Канада в 1870 році:
- Джон Карстейрс Макніл
- Вільям Френсіс Батлер
- Редверс Генрі Буллер
- Х'ю Маккалмонт

а також інші ключові фігури:
- Генрі Бракенбері
- Джон Фредерік Моріс
- Джордж Померой Коллі
- Бейкер Крід Рассел
- Генрі Евелін Вуд
- Джон Пламптре Карр Глін

Люди з цієї групи супроводжували Вулзлі в його різних проєктах протягом приблизно десяти років. Їх іноді називають Ашантійським кільцем або, в грі слів на ім’я Вулзлі, Гранатним кільцем.
Пізніше вони були «африканцями» проти «індійців» конкуруючого «Кільця Робертса» лорда Робертса та Герберт Кітченер під час Бурської війни. Державний секретар з питань війни лорд Ленсдаун працював з Робертсом в Індії, тому був відчужений від Вулзлі та більшої частини Військового міністерства. Кабінет міністрів призначив Вулзлі головнокомандувачем армії, а Робертса відправили головнокомандувачем в Ірландію. Але під час Бурської війни Робертс, а потім Кітченер замінили Буллера з Кільця Вулзлі.

## Подальше читання
- Х'ю Страчан (1997). Політика британської армії. Oxford University Press. ISBN 978-0-19-820670-5. Процитовано 29 червня 2013.
- Байрон Фарвелл (June 1985). Маленькі війни королеви Вікторії. W W Norton & Company Incorporated. ISBN 978-0-393-30235-6. Процитовано 29 червня 2013.
- Лей Максвелл (1985). Ашантійське кільце: кампанії сера Гарнета Вулзлі, 1870-1882. L. Cooper in association with Secker & Warburg. Процитовано 29 червня 2013.
- Томас Пакенхем (1979). Бурська війна. Random House. ISBN 978-0-394-42742-3. Процитовано 29 червня 2013. (проіндексовано як «Кільця Робертса та Вулзлі»).